# リカルド・カナレス
リカルド・ガブリエル・カナレス・ランサ（Ricardo Gabriel Canales Lanza, 1982年5月30日 - ）はホンジュラス・ラ・セイバ出身の元サッカー選手。元ホンジュラス代表。

## 経歴

### クラブ
CDビクトリア在籍時、2001年5月16日のレアルCDエスパーニャ戦でリーグデビューを果たす。2006年、CDモタグアに移籍。2010 FIFAワールドカップ出場後モタグアから放出され、ビクトリアに復帰した。2011年7月にアトレティコ・チョロマと契約。2013年夏にモタグアへ復帰した。

### 代表
2009年6月のパナマとの親善試合で代表デビュー。2012年7月時点で6試合に出場。2009 CONCACAFゴールドカップ、2010 FIFAワールドカップメンバーに選出されたがいずれも出場はなかった。

## 代表歴

### 出場大会
- ホンジュラス代表
  - 2010 FIFAワールドカップ

### 試合数
- 国際Aマッチ 6試合 0得点（2009年-2010年）[6]

| ホンジュラス代表 | 国際Aマッチ | 国際Aマッチ |
| 年               | 出場        | 得点        |
| ---------------- | ----------- | ----------- |
| 2009             | 1           | 0           |
| 2010             | 5           | 0           |
| 通算             | 6           | 0           |

## タイトル
CDモタグア
- リーグ（2006-07(A)）
- コパ・インテルクルベスUNCAF（2007）